# Conservadorismo em Hong Kong
O conservadorismo em Hong Kong se tornou a ideologia subjacente do campo pró-Pequim, que tem sido a principal força de apoio da administração da RAE liderada pelo Chefe do Executivo. É uma das duas principais ideologias políticas de Hong Kong, sendo a outra o liberalismo. Desde a Declaração Conjunta Sino-Britânica de 1984, o conservadorismo tem sido caracterizado por elites empresariais se unindo a esquerdistas tradicionais pró-comunistas em uma frente unida para resistir à crescente demanda por democratização e liberalização, a fim de garantir estabilidade política contínua e prosperidade econômica, ao mesmo tempo em que mantém um bom relacionamento com o governo central comunista em Pequim antes e depois da transferência de poder em 1997.
Historicamente, o conservadorismo deriva da tradição chinesa do familismo e do confucionismo. Essas tradições foram incorporadas às políticas do governo colonial britânico pelo governador Cecil Clementi na década de 1920, durante a ascensão do marxismo-leninismo e do comunismo de forma mais ampla. O sentimento anticomunista continuou após a Segunda Guerra Mundial, quando ondas de refugiados chineses fugiram para a colônia enquanto o Partido Comunista Chinês (PCC) crescia na China continental na renovada Guerra Civil Chinesa. Naquela época, os conservadores apoiavam a República da China (RC) e eram pró-Kuomintang (KMT). Após o fim de facto da guerra civil e durante toda a Guerra Fria, os conservadores também adotaram pensamentos libertários sobre políticas econômicas. Antes da década de 1980, a maioria dos conservadores tinha um forte sentimento anticomunista.

## Período colonial inicial

### Laissez-fairismo
Como a zona franca britânica de Hong Kong e aproveitando a porta de entrada para o vasto mercado chinês, os comerciantes de Hong Kong, as elites chinesas locais chamadas de compradores, assumiram o papel principal em oportunidades de investimento e comércio, servindo como intermediários entre europeus e europeus. população indígena na China e Hong Kong, nos princípios do liberalismo clássico do laissez-faire, que desde então dominou o discurso da filosofia econômica de Hong Kong. Por essa razão, Hong Kong foi classificada como a economia mais livre do mundo nos últimos dezoito anos, um título concedido pela Heritage Foundation, uma think tank conservadora de Washington e foi muito admirada pelo economista libertário Milton Friedman.

### Conservadorismo tradicional

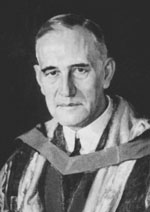
Cecil Clementi, Governador de Hong Kong, que incutiu o conservadorismo tradicional na educação de Hong Kong.

Hong Kong como uma sociedade chinesa predominante tem seu próprio conservadorismo cultural, que pode ser encontrado nos ensinamentos confucionistas. O conservadorismo das elites chinesas foi ainda mais protegido sob o domínio colonial britânico no início do regime colonial colaborativo entre as elites chinesas e os colonialistas britânicos. Para facilitar sua governança dos colonizados, o governo colonial ajudou a consolidar o poder da nobreza de preservar valores culturais conservadores na sequência de movimentos progressistas sobre o nacionalismo chinês, como o Movimento de Quarto de Maio de 1919 e o subsequente Movimento da Nova Cultura na década de 1920 na China.
À medida que os movimentos marxistas e anti-imperialistas se fortaleceram na China na década de 1920, os elitistas chineses de Hong Kong buscaram refúgio nos valores e ensinamentos tradicionais chineses e o governo colonial britânico veio em defesa do "tradicionalismo chinês". Durante a greve Cantão-Hong Kong de 1925 a 1926, dirigida pelo governo do Kuomintang em Cantão, as elites chinesas, incluindo os membros não-oficiais do Conselho Legislativo, R. H. Kotewall e Shouson Chow, aconselharam ativamente e ajudaram a coordenar os esforços de combate. Kotewall também se dirigiu ao governador de Hong Kong, Cecil Clementi, sobre a inspeção europeia das escolas vernaculares e enfatizou a necessidade de o governo colonial monitorar cuidadosamente a educação vernacular, pois as escolas se tornaram "criadouros de sedição". Clementi interveio diretamente no currículo de língua chinesa, enfatizando os ensinamentos tradicionais chineses e endossando "a ética do confucionismo, que é, na China, provavelmente o melhor antídoto para as doutrinas perniciosas do bolchevismo, e é certamente o curso mais poderoso [...]". Em 1927, a Universidade de Hong Kong estabeleceu um departamento chinês que ajudou a formar o currículo chinês a ser usado nas escolas de Hong Kong. O currículo conservador chinês foi reafirmado na década de 1950, quando o governo colonial se apropriou do tradicionalismo chinês para combater as influências comunistas.

## Período pós-guerra

### Familismo utilitarista
A Hong Kong do pós-guerra presenciou um afluxo de refugiados fugindo da Revolução Comunista Chinesa. A abundância resultante de mão-de-obra barata contribuiu para a graduação de Hong Kong em uma economia avançada e de alta renda, sustentando taxas de crescimento (acima de 7% ao ano). Hong Kong se industrializou rapidamente de meados da década de 1950 até a década de 1990, quando Hong Kong foi apelidada de um dos "quatro tigres asiáticos". Para explicar o "milagre econômico", o sociólogo Lau Siu-kai adotou o conceito de "familismo utilitário", que resume as orientações atitudinais gerais que se manifestavam nos imigrantes chineses do pós-guerra cujo materialismo os tornava os seres econômicos ideais. Para eles, o impulso utilitário foi precedido por seu apego aos valores familistas chineses tradicionais. O pré-condicional "sistema sócio-político minimamente integrado" na colônia do pós-guerra, onde o regime e a sociedade são vistas como reciprocamente isoladas e o povo de Hong Kong estava supostamente mais interessado na família do que na política, voltando-se sempre para seus parentes familiares por ajuda, em vez de exigir do governo.

### Não-intervencionismo positivo
Pensa-se que o conservadorismo fiscal tenha contribuído para o sucesso econômico de Hong Kong no século XX. Em 1971, o secretário financeiro John Cowperthwaite cunhou o termo "não-intervencionismo positivo", adotando baixos níveis de intervenção e tributação do governo e, ao mesmo tempo, fornecendo infraestrutura física e regulatória projetada para facilitar a tomada de decisões com base no mercado. A política foi continuada pelos Secretários Financeiros subsequentes, incluindo Philip Haddon-Cave, que disse que "o não-intervencionismo positivo envolve considerar que normalmente é fútil e prejudicial à taxa de crescimento de uma economia, particularmente de uma economia aberta, para o governo tentar planejar a alocação de recursos disponíveis para o setor privado e frustrar a operação das forças de mercado", embora ele tenha declarado que a descrição de Hong Kong como uma sociedade de laissez-faire era "frequente, mas inadequada".
Milton Friedman escreveu em 1990 que a economia de Hong Kong era talvez o melhor exemplo de economia de mercado livre. Pouco antes de sua morte em 2006, o Wall Street Journal publicou seu "Hong Kong Wrong – What would Cowperthwaite say?", que criticou o então Chefe do Executivo Donald Tsang por ter abandonado o "não-intervencionismo positivo" ao definir "pequeno governo" como menos de 20% do PIB.
O conservadorismo fiscal permeou como a filosofia econômica dominante em Hong Kong ao longo de sua história, desfrutando de diferentes rótulos, incluindo "capitalismo de consenso" (Secretário Financeiro Hamish Macleod, 1991–95), "intervenção mínima, apoio máximo" (Donald Tsang) e "facilitador pró-ativo do mercado" "(Antony Leung, início dos anos 2000). O princípio básico do conservadorismo fiscal foi seguido pelo secretário financeiro John Tsang de 2007 a 2017.

### Anticomunismo
Os refugiados do continente em Hong Kong também consistiam em um número considerável de soldados e apoiadores nacionalistas de direita (Kuomintang), nos quais a maioria deles mantinha um forte sentimento anticomunista. Nas décadas de 1950 e 1960, a sociedade de Hong Kong foi dividida na rivalidade de esquerda pró-comunista e pró-nacionalista. Em 1956, os apoiadores locais do Kuomintang em Hong Kong atacaram os comunistas em Hong Kong, que se tornaram os motins de Hong Kong em 1956. 59 pessoas foram mortas e 740 foram presas, principalmente por tumultos e saques.
Líderes rurais conservadores, elites empresariais, empresas de produção cinematográfica, incluindo Shaw Brothers e Cathay Studios e a mídia, incluindo os jornais chineses Sing Tao Daily, Wah Kiu Yat Po e Kung Sheung Daily News e o jornal inglês South China Morning Post, também apoiaram amplamente o governo colonial dos britânicos ou o governo Kuomintang em Taiwan até os anos 80. Eles se uniram para condenar os motins de esquerda de Hong Kong em 1967, instigados pelos elementos pró-comunistas da colônia. O New Asia College, criado em 1949 por um grupo de estudiosos anticomunistas do continente, incluindo Ch'ien Mu e Tang Chun-i, também tentou promover os ensinamentos confucionistas e os valores tradicionais chineses. Mais tarde, o New Asia College foi incorporado à Universidade Chinesa de Hong Kong em 1963.
A rivalidade nacionalista-comunista também fazia parte do quadro mais amplo da Guerra Fria. Além de financiar instituições culturais chinesas conservadoras, como o New Asia College e a Associação Yale-China, os Estados Unidos também incentivaram e aproveitaram as atividades anticomunistas do Kuomintang. Durante a década de 1950, a Terceira Força foi criada pela Agência Central de Inteligência como um movimento anticomunista chinês, que representava um problema para as autoridades britânicas, que embora ideologicamente alinhadas com os Estados Unidos para manter Hong Kong não-comunista, oficialmente reconheceu o regime comunista chinês em 1950 e era altamente sensível a provocar Pequim.

## História até 1997

### Anos 80: ascensão do bloco conservador
Quando a negociação sino-britânica para a soberania de Hong Kong após 1997 começou no início dos anos 80, as elites empresariais procuraram o caminho para manter o status quo de Hong Kong. Eles inicialmente apoiaram os esforços da primeira-ministra conservadora britânica Margaret Thatcher em insistir na validade do Tratado de Nanquim de 1842. No entanto, Deng Xiaoping, o líder supremo chinês insistiu em restaurar a soberania em Hong Kong em 1997, mas garantiu que "o sistema capitalista e o modo de vida permanecerão inalterados por cinquenta anos", que foi posteriormente escrito no Artigo 5 da Lei Básica de Hong Kong.
Além de seus partidários da "Velha Esquerda" de Pequim na colônia, representados pela Federação dos Sindicatos de Hong Kong (HKFTU), as autoridades comunistas de Pequim também se aliaram ativamente às elites empresariais, profissionais e líderes rurais, que costumavam ser vistos como pró-nacionalistas, como parte de sua estratégia da frente unida. Muitos magnatas e profissionais foram nomeados para vários órgãos, como o Comitê de Redação da Lei Básica de Hong Kong (BLDC) e o Comitê Consultivo da Lei Básica (BLCC) para elaborar a futura mini-constituição de Hong Kong. Após o surgimento do lobby liberal que exigia uma democratização mais rápida, o bloco conservador formou o Grupo Empresarial e Profissional do Comitê Consultivo da Lei Básica e o Grupo dos 89 liderados pelo magnata Vincent Lo em 1986 para combater o movimento liberal.
As elites empresariais estavam preocupadas com os potenciais aumentos de impostos que poderiam ter sido introduzidos por uma legislatura democrática para financiar uma expansão do orçamento social, o conservadorismo fiscal se tornou uma característica integrante da Lei Básica, descrevendo que a SAR "deve seguir o princípio de manter as despesas dentro dos limites das receitas na elaboração de seu orçamento e se esforçar para alcançar um equilíbrio fiscal, evitar déficits e manter o orçamento proporcional à taxa de crescimento de seu produto interno bruto", conforme escrito no artigo 107, refletindo o interesse de Pequim e do bloco de negócios em ter uma Hong Kong política e economicamente conservadora.
O bloco comercial e profissional favoreceu de perto a franquia, a retenção de um sistema de elite do governo, a evasão da política partidária e a manutenção de um judiciário independente. O grupo tomou uma atitude conservadora ao propor eleger o Chefe do Executivo e o Conselho Legislativo após 1997, uma legislatura com não mais de 25% de assentos eleitos e diretor executivo eleito por um comitê eleitoral de 600 membros, ao contrário da proposta mais progressista de os membros pró-democráticos do Comitê Consultivo. Após os protestos na Praça da Paz Celestial em 1989, o Grupo dos 89 suavizou levemente sua posição com relação às eleições diretas e reabriu as negociações com o campo pró-democracia, que levou ao resultado do "modelo de compromisso". No entanto, o modelo de compromisso dividiu o grupo entre quem favoreceu o compromisso e os que favoreceram o modelo pró-Pequim apresentado pela New Hong Kong Alliance (NHKA).

### Anos 90

#### Resistência à onda liberal

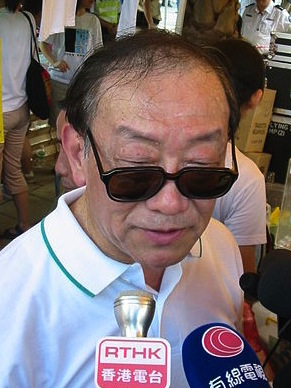
Allen Lee, presidente fundador do Partido Liberal.

À luz da primeira eleição direta do Conselho Legislativo, os conservadores do BLDC e do BLCC formaram várias organizações. A Federação de Negócios e Profissionais de Hong Kong (BPF) liderada por Vincent Lo foi formada em 1990. A Federação Liberal Democrática de Hong Kong (LDF), liderada por Hu Fa-kuang e Maria Tam, foi formada em novembro de 1990 com o apoio das organizações Sociedade Progressista de Hong Kong (PHKS) e Associação Cívica de Hong Kong (HKCA). O LDF participou ativamente das eleições de três turnos de 1991, mas foi derrotado por maioria dos votos pelos Democratas Unidos de Hong Kong (UDHK) e pela aliança Meeting Point (MP). A Nova Aliança de Hong Kong, liderada por Lo Tak-shing, foi formada em 1989 pela ala conservadora do grupo BLDC e BLCC.
Para coibir a ascensão da força liberal na legislatura, 21 membros do Conselho Legislativo nomeados e indiretamente eleitos dos círculos eleitorais funcionais fundaram o Centro de Recursos Cooperativos (CRC) liderado pelo membro não-oficial sênior dos conselhos executivo e legislativo Allen Lee, que transformou no Partido Liberal em 1993. Na mesma época, os esquerdistas tradicionais, que agora eram considerados conservadores, também se formaram na Aliança Democrática para a Melhoria e Progresso de Hong Kong (DAB) liderada por Tsang Yok-sing em 1992. As elites empresariais, profissionais e líderes rurais também se agruparam na Aliança Progressiva de Hong Kong (HKPA), liderada por Ambrose Lau em 1994, sob a direção da Agência de Notícias da Nova China (NCNA).
Os conservadores se opuseram fortemente ao pacote de reformas constitucionais do último governador Chris Patten, que aceleraria o ritmo da democratização. Os liberais fizeram lobby contra o projeto, orquestrado por Pequim nos bastidores, que considerou o projeto de Patten as "triplas violações" da Declaração Conjunta Sino-Britânica, da Lei Básica de Hong Kong e dos acordos sino-britânicos. O projeto foi finalmente aprovado por pouco com a ajuda do campo pró-democracia. Em resposta à legislatura totalmente eleita de 1995, o governo de Pequim estabeleceu o Conselho Legislativo Provisório (PLC) com maioria conservadora.

#### Capitalismo de consenso e capitalismo solidário
Hamish Macleod, secretário financeiro de Hong Kong entre 1991 e 1995, cunhou o termo "capitalismo de consenso", sugerindo que a comunidade alcançou um consenso sobre os méritos do capitalismo de Hong Kong, que era "incentivar o livre mercado e a competição, enquanto promove a equidade e a assistência para aqueles que precisam dela [...] porque a comunidade espera um acordo justo para todos e, em particular, que a concorrência bruta seja atenuada com ajuda para aqueles com menos condições de competir". Para Macleod, o capitalismo "fornece a maior probabilidade de maximizar o desempenho econômico e defender a liberdade política, enquanto assegura algo que se aproxima da igualdade de oportunidades".
Donald Tsang, sucessor de Macleod como Secretário Financeiro, também cunhou o termo "capitalismo solidário" em 1996, que descreve a abordagem do governo de priorizar o crescimento econômico e, em seguida, usar a riqueza recém-descoberta para desenvolver infraestrutura social e serviços de assistência social.